# 拉卡托什·蓋扎

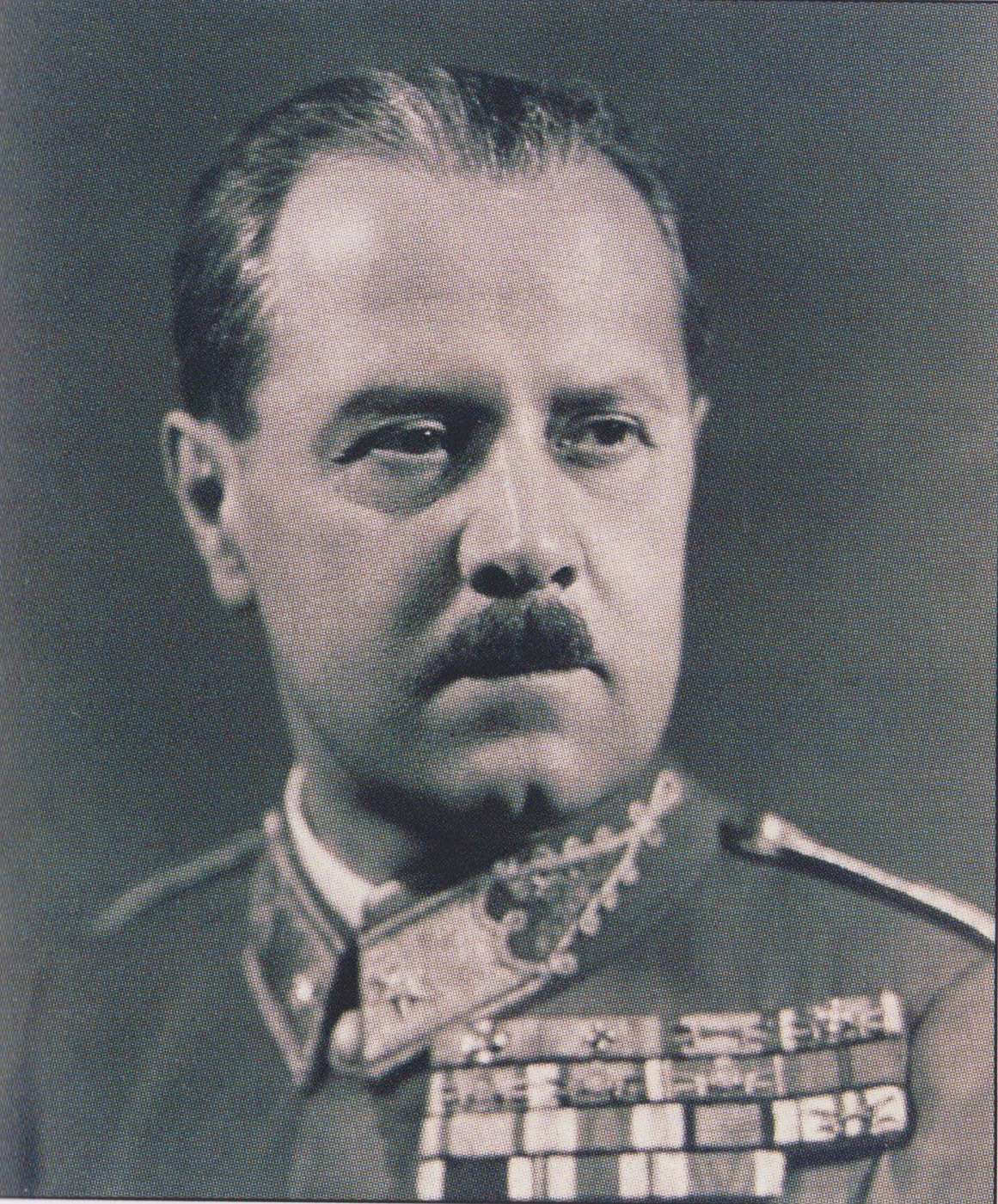
洛格特什·蓋扎

奇克什聖蒙尼騎士洛格特什·蓋扎（匈牙利語：Vitéz csíkszentsimonyi Lakatos Géza；1890年4月30日—1967年5月21日），匈牙利軍人，曾參與匈牙利蘇維埃共和國紅軍，後加入國民軍，官至陸軍上將，在瑪格麗特行動後匈牙利遭德國占領後，霍爾蒂·米克洛什親王將他升任首相一同策劃反德起義，失敗後遭德軍抓捕，二戰後，蘇聯持續關押洛格特什，直到1946年釋放，並在戰犯審判中擔任證人。1949年，他的退休金被取消，土地改革後剩餘的財產也被沒收，因此他搬回布達佩斯，以絲巾染色和書籍插畫維持家計。1951年，他與妻子、兒子和女兒一起流放到匈牙利的埃吉克，直到1953年以來靠農業臨時工謀生。在匈牙利當局的許可下，1965年他前往阿德萊德探望自1957年以來在澳大利亞居住的女兒，並於1967年在那裡去世。